# Атаев, Довлетмурат
Довлетмурат Атаев (туркм. Döwletmyrat Ataýew; род. 16 марта 1983, Ашхабад) — туркменский футболист, полузащитник и нападающий. Выступал за сборную Туркменистана.

## Биография
В начале карьеры выступал за одну из сильнейших команд Туркменистана того времени — столичную «Нису». Становился чемпионом (2003) и серебряным призёром (2002, 2004) чемпионата Туркменистана.
В 2005 году перешёл в узбекистанский «Навбахор» (Наманган), где провёл два сезона. В первой половине 2007 года играл за «Андижан», затем в течение года выступал за «Шуртан» (Гузар). После ухода из узбекистанского клуба некоторое время играл на родине за «Ашхабад». Полуфиналист Кубка Президента АФК 2008 года. В сезоне 2009/10 играл в чемпионате Азербайджана за «Карван» (Евлах), принял участие в 24 играх, но его команда была аутсайдером турнира. Летом 2010 года вернулся в «Шуртан», но провёл в клубе лишь полсезона. В общей сложности в чемпионатах Узбекистана сыграл 88 матчей и забил 10 голов.
В конце карьеры играл на родине за «Ашхабад» и «Ахал». В составе «Ахала» стал автором первого гола чемпионата Туркменистана 2013 года.
В национальной сборной Туркменистана дебютировал 9 октября 2004 года в отборочном матче чемпионата мира-2006 против Шри-Ланки. Всего за сборную в 2004—2009 годах сыграл 11 матчей и забил 3 гола. Автором всех трёх мячей стал в своей предпоследней игре, 16 апреля 2009 года в отборочной игре Кубка вызова АФК против Бутана (7:0). Участник Кубка вызова АФК 2008 года (3 матча).